# ۲۱ گرم
۲۱ گرم (به انگلیسی: ‎21 Grams) فیلمی درام ، جنایی و دلهره‌آور (ژانر)  ساختهٔ الخاندرو گونسالس اینیاریتو، کارگردان مکزیکی با بازی شان پن ، نائومی واتس ، شارلوت گنزبور، بنیسیو دل تورو ،دنی هوستون و  ملیسا لیو محصول سال ۲۰۰۳ سینمای آمریکا است. این فیلم دومین همکاری ایناریتو با گی‌یرمو آریاگا ( بعد از عشق سگی و قبل از بابل )  که مشهور به سگانه مرگ است بوده است

## داستان
پل (شان پن)، که از بیماری قلبی رنج می‌برد، با امید اندکی در انتظار پیوند قلب است. در سویی دیگر، مایکل و دو دخترش در یک تصادف جان خود را از دست می‌دهند و کریستینا، همسر مایکل، در شرایط روحی ناگواری قرار دارد؛ و از طرف دیگر، راننده‌ای که مایکل و دو فرزندش را زیر گرفته دچار عذاب وجدان شده و خودش را به نیروی پلیس معرفی می‌کند...

## معنای واژه
واژهٔ ۲۱ گرم دقیقاً به مفهوم مرگ اشاره دارد، زیرا طبق تحقیقات یک دانشمند اروپایی در قرن ۲۰، انسان وقتی می‌میرد ۲۱ گرم از وزنش کاسته می‌شود. فیلم به معنی و مفهوم این وزن اندک می‌پردازد.
نام فیلم ۲۱ گرم و همچنین جملات پایانی پل ناشی از تحقیقات دانکن مک‌دوگال، یک پزشک آمریکایی (تقریباً در سال ۱۹۱۰) است. این پزشک وزن شش بیمار را که در آستانهٔ مرگ قرار داشت به‌وسیلهٔ ترازویی دقیق اندازه‌گیری کرد و بلافاصله بعد از مرگ وی نیز وزن آن‌ها را اندازه گرفت و متوجه شد بعد از مرگ ۲۱٫۳ گرم از وزن یکی از بیماران کم شده‌است. هرچند که این یافته تکرار نشد و از جهات مختلف مردود شمرده شد، این موضوع به یک باور جمعی تبدیل شده بود که این ۲۱ گرم وزن روح انسان است که پس از مرگ از جسم رها می‌شود.

## بازیگران
- شان پن (پل ریورز)
- نائومی واتس (کریستینا پک)
- بنیسیو دل تورو (جک جوردن)
- ملیسا لیو (ماریانا جوردن)

## جوایز
- نامزد جایزهٔ اسکار برای هنرپیشهٔ نقش مکمل مرد برای بنیسیو دل تورو
- نامزد جایزهٔ اسکار برای هنرپیشهٔ نقش اول زن برای نائومی واتس
- نامزد جایزهٔ بفتا برای هنرپیشهٔ نقش اول مرد برای بنیسیو دل تورو
- نامزد جایزهٔ بفتا برای هنرپیشهٔ نقش اول مرد برای شان پن
- نامزد جایزهٔ بفتا برای هنرپیشهٔ نقش اول زن برای نائومی واتس